# حفل توزيع جوائز الأوسكار الثاني
أقيم حفل توزيع جوائز الأوسكار الثاني (بالإنجليزية: 2nd Academy Awards)‏ يوم 3 أبريل 1930 في فندق السفير بضيافة ويليام جيم دوميل وفي هذه الدورة، حاز فيلم لحن برودواي على جائزة أفضل فيلم. كما حصل فيلم في أريزونا القديمة والوطني على أكبر عدد من الترشيحات (5 ترشيحات).

## روابط خارجية
- حفل توزيع جوائز الأوسكار الثاني على موقع IMDb (الإنجليزية)